# Olympische Sommerspiele 1960/Teilnehmer (Jugoslawien)
| Gelbes Symbol für Goldmedaillen mit stilisierten Olympischen Ringen | Graues Symbol für Silbermedaillen mit stilisierten Olympischen Ringen | Braundes Symbol für Bronzemedaillen mit stilisierten Olympischen Ringen |
| ------------------------------------------------------------------- | --------------------------------------------------------------------- | ----------------------------------------------------------------------- |
| 1                                                                   | 1                                                                     | —                                                                       |

Die Sozialistische Föderative Republik Jugoslawien nahm an den Olympischen Sommerspielen 1960 in Rom mit einer Delegation von 116 Athleten (107 Männer und 9 Frauen) an 64 Wettkämpfen in 14 Sportarten teil.
Die jugoslawischen Sportler gewannen je eine Gold- und eine Silbermedaille. Olympiasieger wurde die Fußballmannschaft der Männer, die Silbermedaille sicherte sich der Ringer Branislav Martinović im Leichtgewicht des griechisch-römischen Stils. Fahnenträger bei der Eröffnungsfeier war der Basketballspieler Radovan Radović.

## Teilnehmer nach Sportarten

### Basketball
- 6. Platz
Nemanja Đurić
Radovan Radović
Zvonimir Petričević
Miodrag Nikolić
Miha Lokar
Boris Kristančič
Radivoj Korać
Marjan Kandus
Slobodan Gordić
Giuseppe Gjergja
Sreten Dragojlović
Ivo Daneu

### Boxen
- Miloslav Paunović
Federgewicht: in der 1. Runde ausgeschieden

- Tomislav Kelava
Weltergewicht: in der 1. Runde ausgeschieden

- Dragoslav Jakovljević
Halbmittelgewicht: in der 1. Runde ausgeschieden

- Obrad Sretenović
Schwergewicht: im Viertelfinale ausgeschieden

### Fechten
Männer
- Aleksandar Vasin
Säbel: in der 2. Runde ausgeschieden

Frauen
- Vera Jeftimijades
Florett: in der 1. Runde ausgeschieden

### Fußball
- Gold 
Andrija Anković
Vladimir Durković
Milan Galić
Fahrudin Jusufi
Tomislav Knez
Aleksandar Kozlina
Bora Kostić
Dušan Maravić
Željko Matuš
Željko Perušić
Novak Roganović
Velimir Sombolac
Milutin Šoškić
Silvester Takač
Blagoja Vidinić
Ante Žanetić

### Kanu
- Aleksandar Kerčov
Kajak-Einer 1000 m: im Halbfinale ausgeschieden

- Staniša Radmanović
Kajak-Zweier 1000 m: im Halbfinale ausgeschieden

- Radovan Božin
Kajak-Zweier 1000 m: im Halbfinale ausgeschieden

### Leichtathletik
Männer
- Borut Ingolič
800 m: im Vorlauf ausgeschieden

- Luka Škrinjar
Marathon: 10. Platz

- Franjo Mihalić
Marathon: 12. Platz

- Stanko Lorger
110 m Hürden: im Viertelfinale ausgeschieden

- Milad Petrušić
110 m Hürden: im Viertelfinale ausgeschieden

- Franc Hafner
3000 m Hindernis: im Vorlauf ausgeschieden

- Viktor Šnajder
4-mal-400-Meter-Staffel: im Halbfinale ausgeschieden

- Miloje Grujić
4-mal-400-Meter-Staffel: im Halbfinale ausgeschieden

- Srđan Savić
4-mal-400-Meter-Staffel: im Halbfinale ausgeschieden

- Ðani Kovač
4-mal-400-Meter-Staffel: im Halbfinale ausgeschieden

- Đorđe Majtan
Hochsprung: 26. Platz

- Leon Lukman
Stabhochsprung: 9. Platz

- Roman Lešek
Stabhochsprung: 14. Platz

- Antun Bezjak
Hammerwurf: 6. Platz

- Krešo Račić
Hammerwurf: 24. Platz

- Mirko Kolnik
Zehnkampf: Wettkampf nicht beendet

- Jože Brodnik
Zehnkampf: 9. Platz

Frauen
- Olga Šikovec
100 m: im Viertelfinale ausgeschieden
200 m: im Vorlauf ausgeschieden

- Draga Stamejčič
80 m Hürden: im Vorlauf ausgeschieden

- Olga Gere-Pulić
Hochsprung: 9. Platz

- Milena Usenik
Kugelstoßen: 12. Platz

- Milena Čelesnik
Diskuswurf: 22. Platz

### Radsport
- Janez Žirovnik
Straßenrennen: 8. Platz
Mannschaftszeitfahren: 15. Platz

- Nevenko Valčić
Straßenrennen: 31. Platz
Mannschaftszeitfahren: 15. Platz

- Veselin Petrović
Mannschaftszeitfahren: 15. Platz

- Ivan Levačić
Straßenrennen: 30. Platz
Mannschaftszeitfahren: 15. Platz

- Alojz Bajc
Straßenrennen: 69. Platz

### Ringen
- Borivoje Vukov
Fliegengewicht, griechisch-römisch: in der 4. Runde ausgeschieden

- Stipan Dora
Bantamgewicht, griechisch-römisch: in der 4. Runde ausgeschieden

- Vojislav Gološin
Federgewicht, griechisch-römisch: in der 2. Runde ausgeschieden

- Branislav Martinović
Leichtgewicht, griechisch-römisch: Silber

- Stevan Horvat
Weltergewicht, griechisch-römisch: 4. Platz

### Rudern
- Joža Lovec
Doppel-Zweier: im Halbfinale ausgeschieden

- Perica Vlašić
Doppel-Zweier: im Halbfinale ausgeschieden

- Ante Vrčić
Zweier mit Steuermann: im Halbfinale ausgeschieden

- Paško Škarica
Zweier mit Steuermann: im Halbfinale ausgeschieden

- Josip Bujas
Zweier mit Steuermann: im Halbfinale ausgeschieden

- Antun Ivanković
Zweier ohne Steuermann: 6. Platz

- Nikola Čupin
Zweier ohne Steuermann: 6. Platz

- Nikola Stipanicev
Vierer mit Steuermann: im Viertelfinale ausgeschieden

- Vjekoslav Skalak
Vierer mit Steuermann: im Viertelfinale ausgeschieden

- Adolf Potočar
Vierer mit Steuermann: im Viertelfinale ausgeschieden

- Janez Pintar
Vierer mit Steuermann: im Viertelfinale ausgeschieden

- Vladimir Nekora
Vierer mit Steuermann: im Viertelfinale ausgeschieden

### Schießen
- Karlo Umek
Freie Pistole 50 m: 22. Platz

- Ilija Ničić
Freie Pistole 50 m: 29. Platz

- Josip Ćuk
Freies Gewehr Dreistellungskampf 300 m: 23. Platz
Kleinkalibergewehr liegend 50 m: 55. Platz

- Vladimir Grozdanović
Freies Gewehr Dreistellungskampf 300 m: 27. Platz

- Branislav Lončar
Kleinkalibergewehr Dreistellungskampf 50 m: 37. Platz

- Miroslav Stojanović
Kleinkalibergewehr Dreistellungskampf 50 m: 21. Platz
Kleinkalibergewehr liegend 50 m: 51. Platz

### Schwimmen
Männer
- Janez Kocmur
100 m Freistil: im Vorlauf ausgeschieden
4-mal-100-Meter-Lagen-Staffel: im Vorlauf ausgeschieden

- Gojko Arneri
100 m Freistil: im Vorlauf ausgeschieden

- Milan Jeger
400 m Freistil: im Vorlauf ausgeschieden
4-mal-200-Meter-Freistil-Staffel: im Vorlauf ausgeschieden

- Veljko Rogošić
400 m Freistil: im Vorlauf ausgeschieden
1500 m Freistil: im Vorlauf ausgeschieden
200 m Schmetterling: im Vorlauf ausgeschieden
4-mal-200-Meter-Freistil-Staffel: im Vorlauf ausgeschieden
4-mal-100-Meter-Lagen-Staffel: im Vorlauf ausgeschieden

- Slobodan Kićović
1500 m Freistil: im Vorlauf ausgeschieden
4-mal-200-Meter-Freistil-Staffel: im Vorlauf ausgeschieden

- Vlado Brinovec
4-mal-200-Meter-Freistil-Staffel: im Vorlauf ausgeschieden

- Mihovil Dorčić
100 m Rücken: im Vorlauf ausgeschieden
4-mal-100-Meter-Lagen-Staffel: im Vorlauf ausgeschieden

- Đorđe Perišić
200 m Brust: im Halbfinale ausgeschieden
4-mal-100-Meter-Lagen-Staffel: im Vorlauf ausgeschieden

- Lovro Radonić
200 m Schmetterling: im Vorlauf ausgeschieden

### Segeln
- Ante Pivčević
Finn-Dinghy: 10. Platz

- Janko Kosmina
Star: 8. Platz

- Mario Fafangel
Star: 8. Platz

### Turnen
Männer
- Ivan Čaklec
Einzelmehrkampf: 56. Platz
Barren: 87. Platz
Boden: 26. Platz
Pferdsprung: 46. Platz
Reck: 31. Platz
Ringe: 94. Platz
Seitpferd: 23. Platz
Mannschaftsmehrkampf: 9. Platz

- Miroslav Cerar
Einzelmehrkampf: 8. Platz
Barren: 8. Platz
Boden: 17. Platz
Pferdsprung: 13. Platz
Reck: 5. Platz
Ringe: 11. Platz
Seitpferd: 7. Platz
Mannschaftsmehrkampf: 9. Platz

- Dragan Gagić
Einzelmehrkampf: 87. Platz
Barren: 110. Platz
Boden: 52. Platz
Pferdsprung: 100. Platz
Reck: 103. Platz
Ringe: 79. Platz
Seitpferd: 18. Platz
Mannschaftsmehrkampf: 9. Platz

- Milenko Lekić
Einzelmehrkampf: 66. Platz
Barren: 70. Platz
Boden: 52. Platz
Pferdsprung: 61. Platz
Reck: 64. Platz
Ringe: 71. Platz
Seitpferd: 69. Platz
Mannschaftsmehrkampf: 9. Platz

- Marsel Markulin
Einzelmehrkampf: 71. Platz
Barren: 78. Platz
Boden: 34. Platz
Pferdsprung: 63. Platz
Reck: 72. Platz
Ringe: 59. Platz
Seitpferd: 85. Platz
Mannschaftsmehrkampf: 9. Platz

- Alojz Petrovič
Einzelmehrkampf: 39. Platz
Barren: 46. Platz
Boden: 62. Platz
Pferdsprung: 34. Platz
Reck: 50. Platz
Ringe: 39. Platz
Seitpferd: 42. Platz
Mannschaftsmehrkampf: 9. Platz

Frauen
- Tereza Kočiš
Einzelmehrkampf: 41. Platz
Boden: 61. Platz
Pferdsprung: 57. Platz
Schwebebalken: 36. Platz
Stufenbarren: 31. Platz

- Nevenka Pogačnik
Einzelmehrkampf: 78. Platz
Boden: 87. Platz
Pferdsprung: 62. Platz
Schwebebalken: 94. Platz
Stufenbarren: 53. Platz

- Mirjana Bilić
Einzelmehrkampf: 46. Platz
Boden: 66. Platz
Pferdsprung: 26. Platz
Schwebebalken: 40. Platz
Stufenbarren: 70. Platz

### Wasserball
- 4. Platz
Marijan Žužej
Božidar Stanišić
Zlatko Šimenc
Mirko Sandić
Ante Nardelli
Milan Muškatirović
Hrvoje Kačić
Zdravko Ježić